# Antonio Rojas (guerrillero)
Antonio Rojas (Tepatitlán, Jalisco, 10 de mayo de 1818 - Mascota, Jalisco; 28 de enero de 1865), apodado El Matacuras, fue un militar y guerrillero mexicano que combatió durante la Guerra de Reforma y la Segunda Intervención Francesa en México. Nació en 1818 en el rancho de El Buey, municipio de Tepatitlán, Jalisco. 

## Trayectoria militar
Las campañas de Rojas en el Occidente del país ayudaron al afianzamiento de los republicanos, encabezados por Benito Juárez, y las poblaciones en las que actuó fueron Autlán, Mascota, Guadalajara, Tepic y Manzanillo. Estuvo cercano a los militares Pedro Ogazón, Epitacio Huerta, Esteban Coronado, Ignacio Vallarta y Julio García, y a los guerrilleros Simón Gutiérrez, Herrera y Cairo, Rochín e Ignacia Riesch.
Se dice que sus tropas se componían de 4000 efectivos, nominalmente Brigada Rojas y conocidos como los Galeanos o los Hacheros. Sus principales enemigos fueron Manuel Lozada y Leonardo Márquez.

### Durante la Guerra de Reforma
En 1858, después de tomar Guadalajara, un grupo armado al mando de Rojas mató al general conservador José María Blancarte, quien se encontraba indultado, por lo que Santos Degollado emitió un decreto en el que se ordenaba su captura, aunque meses después esta sanción fue levantada por el mismo Degollado y liberó a Antonio Rojas de algún castigo.
El 7 de septiembre de 1859, después del triunfo sobre las tropas de Manuel Lozada, el general Esteban Coronado y su brigada entraron a Tepic, y posteriormente llegó Antonio Rojas. Un mes después, el vicecónsul francés Federico Ricke y el cónsul inglés Juan Francisco Allsopp mandaron un barco con cargamento de plata a un puerto no autorizado por los republicanos, y por eso Rojas fue enviado a hacer el cobro de una multa. Ante la detención y algunas complicaciones diplomáticas, Rojas fue acusado de herir a Ricke y que, a causa de ello, el vicecónsul francés murió. Sin embargo, Rojas insistió en que él siguió las órdenes del general Coronado. En 1861, el presidente Benito Juárez y su gabinete negociaron la entrega de más de 30 000 pesos como reparación de daños.
En 1860 tomó el pueblo de San Juan de Teúl en Zacatecas, fusiló a 300 conservadores y ordenó repartir las mujeres e hijas de estos entre su tropa. También colaboró en la toma de Fresnillo y Colima. En los primeros meses de ese año derrotó a los generales conservadores Jesús Malo y Jerónimo Calatayud. No se tiene registro de sus acciones militares en los siguientes meses.

### En la Intervención Francesa
Cuando los franceses invadieron Jalisco al comenzar 1864, Rojas se negó a ponerse bajo las órdenes de José López Uraga por considerarlo un traidor, y tampoco lo hizo más tarde con José María Arteaga por considerarlo un inepto, así que se mantuvo de forma independiente durante meses siendo de los pocos jefes que impidieron que los franceses dominaran impunemente Jalisco. Junto a Julio García, Antonio Rojas firmó el Plan de Zacate Grullo, llamado así por la hacienda en Jalisco dónde fue promulgado, y que buscaba obligar a las poblaciones a definirse políticamente respecto a la guerra usando el terror. Dicho pacto estableció lo siguiente:  
1.- Los hombres que se tomen para el servicio de las armas, no serán puestos en libertad por ningún motivo, a no ser que los reclutados tengan algún capital pues, en este caso, podrá exigírseles armas y ninguna otra cosa.
2.- Los haberes de la fuerza se cubrirán con los intereses de los capitalistas mexicanos, tomando primero lo de los traidores, después lo perteneciente a personas que vivan en lugares ocupados por el enemigo y, en último caso, se dispondrán de los intereses de los que vivan entre nosotros.
3.- Para ejecutar nuestros movimientos con más seguridad y para evitar una sorpresa, se destruirán algunas de las poblaciones, haciendas y rancherías que queden en la línea intermedia de los lugares que ocupan las fuerzas republicanas y las del enemigo.
4.- Los franceses que se presenten a nuestras fuerzas o que sean aprehendidos con las armas en la mano o sin ellas, serán mandados pasar por las armas inmediatamente.
5.- A los traidores que se aprehendan con las armas en la mano, desde la clase de sargento a arriba, serán también pasados por las armas, sufriendo igual pena los que hubiesen aceptado empleos públicos dados por los invasores y traidores.
6.- Las semillas, ganado y caballos que se puedan recoger de la línea que se debe destruir y de algunos otros puntos, conforme a lo acordado, se conducirán para el punto en que se deba reconcentrar nuestra fuerza en un caso dado.
7.- Los que suscriben el presente pacto, quedan en la indispensable obligación de cumplirlo en la parte que les toque, en la inteligencia de que el que lo quebrante queda por lo mismo sujeto a sufrir la pena arbitraria que en su contra resuelvan los demás que no hubiesen delinquido.
Tras fracasar en su intento de invadir Colima al frente de 5000 hombres, regresó a Jalisco luego de sufrir numerosas deserciones que casi hicieron desaparecer su ejército. El 28 de enero de 1865, sus tropas fueron sorprendidas por los franceses en el racho de Potrerillos, en Mascota, Jalisco y murió combatiendo.

### Opiniones sobre Rojas
Para un guerrillero tan experimentado como Rojas, la sorpresa del ataque en que perdió la vida pudo deberse a que no se recuperó de una herida de bala que le provocaba fuertes dolores en la pierna, ocasionando que sus habilidades militares disminuyeron. Existen versiones de que su muerte fue ocasionada por una venganza, ya  que tenía tantas cuentas pendientes que una de sus anteriores víctimas fue quien dio aviso a los franceses del momento más vulnerable en que lo podían atacar. 
En ese sentido es valiosa la opinión de Irineo Paz, quien fue contemporáneo de Rojas, escribió una novela sobre él, dijo lo siguiente:
“Los lectores saben ya quién era Antonio Rojas, y más lo saben los habitantes de Jalisco, en cuyo estado no hubo tal vez un pueblo que no tuviera que resentir lo horrores de su presencia. Era un guerrillero feroz, casi un bandido, a quien el mismo Lozada, el poderoso Tigre de Álica llegó a tenerle miedo, haciéndole temblar en el centro mismo de sus encrucijadas y madrigueras. Rojas, sin embargo, a diferencia de Lozada y de algunos célebres bandoleros de aquel tiempo, tenía la virtud del patriotismo”.